# Horisme emarginata
Horisme emarginata là một loài bướm đêm trong họ Geometridae.